# Rankenfußkrebse
Die Rankenfußkrebse (Cirripedia) sind eine Teilklasse der Krebstiere (Crustacea). Insgesamt sind etwa 800 Arten bekannt, die alle marin leben. Adulte Tiere leben sessil im oder am Wasser oder als Epiphyten direkt an anderen Organismen.

## Merkmale
Rankenfußkrebse besitzen keine Gliedmaßen, der Hinterleib ist reduziert, der Körper ist kurz und gedrungen. Ursprünglich besteht der Thorax aus sechs Segmenten, an denen je ein Spaltbeinpaar ausgebildet ist. Die Spaltbeine, die aus beborsteten Gliedmaßen (Cirren) bestehen, sind für die Fortbewegung ungeeignet. Bei parasitär lebenden Tieren sind diese vollständig zurückgebildet. Den Körper umschließt ein aus zwei Teilen bestehender Carapax oder Mantel. Bei sessilen Lebensformen bilden sich typische Kalkplatten aus, die ein festes Außengehäuse (Mauerkrone) bilden können.

## Fortpflanzung
Rankenfußkrebse sind in der Regel zweigeschlechtlich (Zwitter). Bei getrenntgeschlechtlichen Arten sind die Männchen extrem klein (Zwergmännchen) und befinden sich am Carapax des Weibchens. Die Cirripedien besitzen zwei Larvenstadien. Die für Crustaceen typische Naupliuslarve sowie die Cyprislarve, die nur bei den Cirripedien vorkommt. Die Larvenstadien sind im Gegensatz zu den adulten sessilen Tieren frei-schwimmend.

### Nauplius
Aus dem befruchteten Ei entwickelt sich eine Naupliuslarve. Die Larve besitzt ein  Auge und einen Kopf, der aus drei Segmenten besteht, die die 1. und 2. Antennen sowie die Mandibeln tragen. Ihr Telson ist nicht in Thorax und Abdomen gegliedert. Die Naupliuslarve verbringt die erste Zeit im Carapax des Weibchens. Sobald sie das Muttertier verlässt, ist sie frei-schwimmend, ernährt sich von anderem Plankton und durchläuft sechs Larvenstadien, bevor sie sich in das zweite Larvenstadium, die Cyprislarve, entwickelt. Im sechsten Larvenstadium der Naupliuslarve entwickelt sich ein Komplexauge.
Die Naupliuslarve der Cirripedia besitzt 1. Paar lateral Hörner, eine Apomorphie dieser Gruppe.

### Cyprislarve
Die Cyprislarve ist das letzte Larvenstadium vor der adulten Form und unterscheidet sich zwischen den Teilklassen. Das Larvenstadium weist erstaunliche Ähnlichkeit mit dem Muschelkrebs auf. Im Gegensatz zur Naupliuslarve nimmt die Cyprislarve keine Nahrung auf. Für die Thoracica und Acrothoracica dient sie alleinig der Suche nach einem geeigneten Platz zum Ansiedeln, da die adulten Tiere sesshaft sind. Das Cyprisstadium dauert einige Tage bis Wochen. Die Larve kundschaftet mithilfe modifizierter Antennen potentielle Oberflächen aus. Die Wahl eines geeigneten Platzes wird durch verschiedene Faktoren beeinflusst, z. B. chemische Reize (Pheromone adulter Thoracica, Hydrothermalquellen), die Wahrnehmung roter Fluoreszenz adulter Tiere (mittels der ausgebildeten Komplexaugen der Cyprislarve kann dies wahrgenommen werden), Oberflächenbiofilm, Oberflächenstruktur, Lichtverhältnisse (bei Tageslicht setzen sich die Larven häufiger fest, als bei Nacht), Salzgehalt, Tideverhältnisse und Strömungen. Schwärmende Arten setzen sich eher in der Nähe anderer Seepocken fest.
Wenn die Suche lange dauert und die Energiereserven knapper werden, wird die Larve weniger wählerisch. Hat sie eine potentiell geeignete Stelle gefunden, heftet sie sich mit ihren Antennen und einer abgesonderten Glykoprotein-Substanz mit dem Vorderkopf (also kopfüber) an die feste Unterlage an, um sich vollständig zu einem adulten Tier zu entwickeln.
Die Rhizocephala sind Endoparasiten und parasitieren vornehmlich Zehnfußkrebse, Asseln und Fangschreckenkrebse. Weibliche Cyprislarven setzen einen Sack undifferenzierter Zellen an der Oberfläche des Wirtstieres fest, die in den Wirt eindringen und sich dort zu adulten Tieren, mit atypischem Körperbau entwickeln. Sobald das Reproduktionsorgan des weiblichen Tiers (Externa) am Abdomen des Wirts ausgebildet ist, werden männliche Cyprislarven der gleichen Art durch Pheromone angelockt. Diese setzen sich an der Externa fest und entwickeln ein weiteres amöboides Larvenstadium, das Trichogon. Das Trichogon dringt in die Externa ein, entwickelt sich zu Spermien und befruchtet schließlich die Eier.

## Geschichtliches
Charles Darwin führte vor der Abfassung seines Hauptwerks Über die Entstehung der Arten mehrere Jahre lang Untersuchungen an Rankenfußkrebsen durch. Er nutzte sie als Modellgruppe für das Hervorgehen von Arten aus anderen Arten durch Evolution.

## Lebensmittel

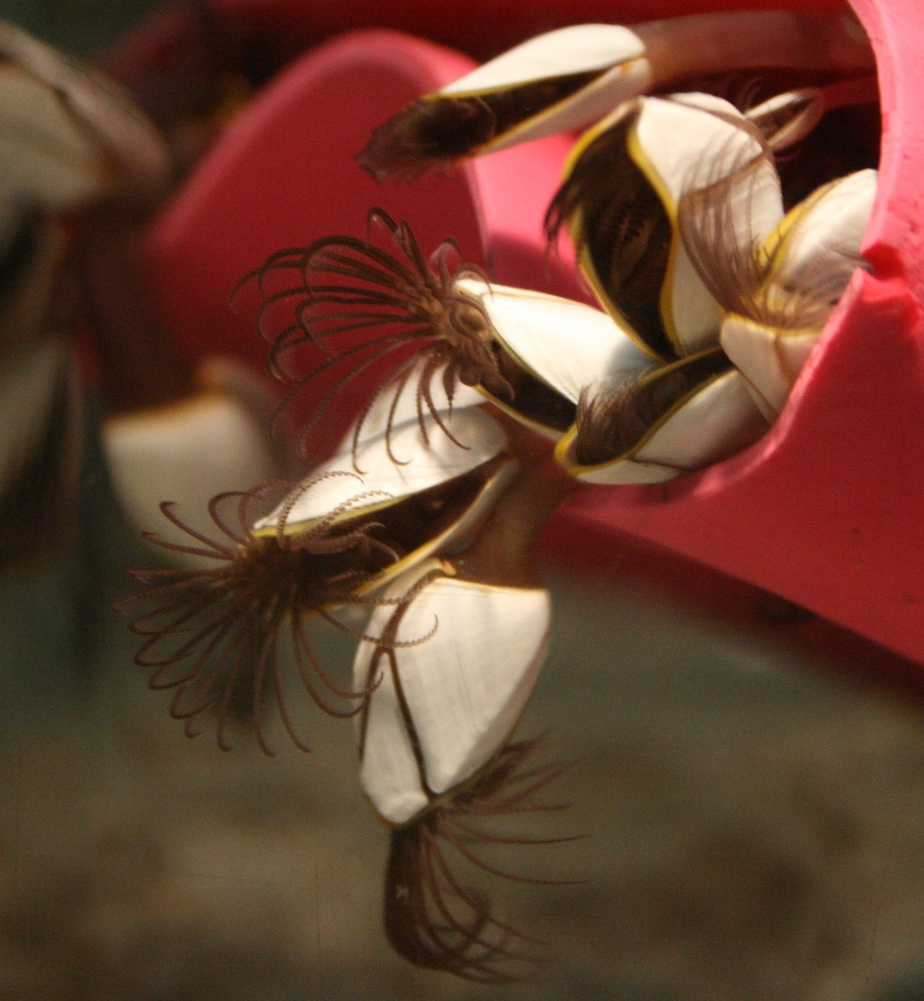
Entenmuscheln

In Portugal und Teilen Spaniens gelten die zur Klasse der Rankenfußkrebse zählenden Entenmuscheln (Pollicipes pollicipes) als Delikatesse. Die dort unter dem Namen percebes angebotenen Tiere sind bei Gourmets als recht teure Spezialität beliebt.

## Systematik
Neuere Untersuchungen durch Chan et al. im Jahr 2021 führten zu einer neuen Anordnung der Cirripedia als Unterklasse innerhalb der Klasse der Thecostraca und einer Überarbeitung der Ordnungen und Familien der einzelnen Teilklassen. Die überarbeitete Systematik ist anerkannt durch das World Register of marine species (Stand: Dezember 2022) und wird im Folgenden dargestellt:
- Teilklasse Acrothoracica Gruvel, 1905
  - Ordnung Cryptophialida Kolbasov, Newman & Høeg, 2009
  - Ordnung Lithoglyptida Kolbasov, Newman & Høeg, 2009
- Teilklasse Wurzelkrebse (Rhizocephala) Müller, 1862
  - Familie Chthamalophilidae Bocquet-Védrine, 1961
  - Familie Clistosaccidae Boschma, 1928
  - Familie Duplorbidae Høeg & Rybakov, 1992
  - Familie Mycetomorphidae Høeg & Rybakov, 1992
  - Familie Parthenopeidae Rybakov & Høeg, 2013
  - Familie Peltogasterellidae Høeg, Glenner in Høeg, Noever, Rees, Crandall & Glenner, 2019
  - Familie Peltogastridae Lilljeborg, 1861
  - Familie Pirusaccidae Høeg, Glenner in Høeg, Noever, Rees, Crandall & Glenner, 2019
  - Familie Polyascidae Høeg, Glenner in Høeg, Noever, Rees, Crandall & Glenner, 2019
  - Familie Polysaccidae Lützen & Takahashi, 1996
  - Familie Sacculinidae Lilljeborg, 1861
  - Familie Thompsoniidae Høeg & Rybakov, 1992
  - Familie Triangulidae Høeg, Glenner in Høeg, Noever, Rees, Crandall & Glenner, 2019
- Teilklasse Thoracica Darwin, 1854
  - Überordnung Phosphatothoracica Gale, 2019
    - Ordnung Iblomorpha Buckeridge & Newman, 2006

  - Überordnung Thoracicalcarea Gale, 2015
    - Ordnung Balanomorpha Pilsbry, 1916
    - Ordnung Calanticomorpha Chan, Dreyer, Gale, Glenner, Ewers-Saucedo, Pérez-Losada, Kolbasov, Crandall & Høeg, 2021
    - Ordnung Pollicipedomorpha Chan, Dreyer, Gale, Glenner, Ewers-Saucedo, Pérez-Losada, Kolbasov, Crandall & Høeg, 2021
    - Ordnung Scalpellomorpha Buckeridge & Newman, 2006
    - Ordnung Verrucomorpha Pilsbry, 1916

  - Ordnung Sessilia (nicht anerkannt)